# Bernardia polymorpha
Bernardia polymorpha är en törelväxtart som beskrevs av Robert Hippolyte Chodat och Emil Hassler. Bernardia polymorpha ingår i släktet Bernardia och familjen törelväxter.

## Underarter
Arten delas in i följande underarter:
- B. p. curuguatensis
- B. p. polymorpha
- B. p. setosa